# SBB CLm 2/4
Die CLm 2/4 waren zwei Dieseltriebwagen der Schweizerischen Bundesbahnen (SBB), die die Dieselvariante des elektrischen SBB CLe 2/4, auch bekannt als Roter Pfeil darstellten.

## Geschichte
Die SBB beschlossen 1933, neben elektrischen Schnelltriebwagen auch zwei Triebwagen mit Dieselantrieb anzuschaffen. Wie bei den elektrischen Triebwagen, war durch den Wegfall des Heizers eine erhebliche Einsparung möglich, und dies war hiermit auch auf nicht elektrifizierten Strecken möglich. Daneben versprach man sich natürlich auch eine Beschleunigung der Züge. Wie die elektrischen Roten Pfeile wurden sie ohne normale Zug- und Stossvorrichtung erbaut. Die beiden Triebfahrzeuge wurden von der Industrie noch 1935 abgeliefert, von den SBB aber erst 1936 definitiv abgenommen. Es waren die ersten Fahrzeuge (zusammen mit den elektrischen Roten Pfeilen), die nach der Zugreihe R verkehren durften, weshalb man sie 1937 auch in Rm 2/4 umzeichnete.
Die Fahrzeuge konnten die in sie gestellte Hoffnung nicht erfüllen, weshalb keine nachbestellt wurden. Dies hängt in erster Linie mit dem sehr begrenzten Platzangebot und der fehlenden Möglichkeit, einen zusätzlichen Wagen anzuhängen, zusammen, wodurch die Fahrzeuge regelmässig aus Zugumläufen genommen werden mussten und durch Lokomotivbespannte Züge ersetzt werden mussten, weil die Triebwagen die Fahrgäste nicht fassen konnten. Auch waren sie relativ störungsanfällig.
Die Triebwagen wechselten mehrmals Nummern und Bezeichnung. Aus den anfänglichen CLm 2/4 101+102, wurden 1937 die Rm 2/4 101+102. 1947/48 wurden sie in RCm 2/4 611+612 umgezeichnet, mit dem Umbau 1951/52 in RCe 2/4 611+612. Mit der Auflösung der 3. Klasse 1959 wurden sie zum RBe 2/4 1008+1009 umgezeichnet.

## Technik
Im Gegensatz zu den anderen vierachsigen Roten Pfeilen besass die Diesel-Variante zwei unterschiedlich lange Vorbauten. Das Fahrzeug besass anfänglich nur Hilfspuffer und unter einer Abdeckung eine Hilfskupplung – in der Form, wie sie heute noch am Churchill-Pfeil (SBB RAe 4/8 1021) zu finden sind. Sie besassen kein doppeltes Dach wie die elektrischen Fahrzeuge.
Der Wagenkasten ist als tragende Konstruktion ausgeführt. Dieser wird aus einem geschweissten Gerippe aus leichten Stahlprofilen mit eingeschweissten Wandplatten gebildet, das aussen mit Aluminiumblechen verkleidet ist. Ein gekröpfter Träger, der aus zusammengeschweissten Stahlprofilen bestand, stabilisierte den Wagenboden. Dadurch war es möglich, den Wagenboden des Fahrgastraumes auf 720 mm über Schienenoberkante abzusenken.
Die Drehgestellrahmen wurden aus geschweisstem Stahlprofil hergestellt und besassen keinen Wiegebalken. Der Wagenkasten stützte über jeweils vier Blattfedern je Drehgestell auf diese ab. Jeweils zwei waren auf jeder Seite des Drehgestells aufgehängt. Zwischen dem Drehgestell und den Gehäusen der Achslager, die als Rollenlager ausgeführt waren, befanden sich acht Schraubenfedern. Im Inneren dieser Schraubenfeder war eine zylindrische Lagerführung vorhanden, weshalb das Fahrzeug keine Achshalter benötigte. Die Zug- und Bremskräfte wurden nur über den Drehzapfen übertragen, was bei einem Alleinfahrer zu vertreten war.
Der Dieselmotor wurde direkt auf dem verlängerten Drehgestell gelagert. Damit wurde eine gute Geräuschdämmung erreicht, da er keine direkte Verbindung zum Wagenkasten hatte. Der Sechszylinder-Viertakt-Motor hatte eine Leistung von 215 kW (290 PS) bei 1200/min. Der Motor war über eine Kupplung mit einem fünfstufigen mechanischen Öldruck-Schaltgetriebe verbunden. Nach dem Schaltgetriebe war noch das Wendegetriebe angebracht. Von diesem wurden über Kardanwellen die beiden Achsen angetrieben. Eine dynamische Bremsung war mit der Bauform nicht realisierbar, so dass eine direkt wirkende Druckluftbremse eingebaut wurde. Diese wirkte auf die beiden Bremsklötze, die jedes Rad besass. Die Schaltstufen ergaben bei maximaler Drehzahl von 1200/min, eine Geschwindigkeit von 28, 49, 70, 96 oder 125 km/h. Im Maschinenvorbau befanden sich zwei Treibstofftanks mit einem Gesamtfassungsvermögen von 450 Liter. Der Dieselmotor wurde mit zwei elektrischen Anlassermotoren gestartet. Die dafür notwendigen Batterien befanden sich im hinteren (nicht Motorseite) Vorbau. Diese Batterien wurden über einen vom Dieselmotor angetriebenen Ladegenerator aufgeladen. Die Personenabteile wurden mit Warmluft geheizt, die Luft wurde mit einem Ölbrenner erhitzt, der im Winter auch zum Vorwärmen des Kühlwassers diente.
Der Führerstand war ähnlich aufgebaut wie beim CLe, nur das anstelle des Kontrollerrades ein Hebel für die Kupplung und einer als Gashebel für die Drehzahlsteuerung für den Dieselmotor vorhanden waren. Er war für die sitzende Bedienung eingerichtet und besass im Fussraum ein Totmannpedal, das dauernd gedrückt werden musste. Da der Führerstand offen und nicht abschliessbar war, wurden die Bedienelemente so verknüpft, dass sie bei abgezogenem Fahrzeugschlüssel in der Nullstellung blockiert waren oder mechanisch abgetrennt wurden.

### Umbau zum elektrischen Roten Pfeil
Die beiden Triebwagen wurden 1951 und 1953 zu elektrischen Triebwagen umgebaut. Die Hauptwerkstätte Zürich wurde mit dem Umbau beauftragt. Diese bezog die elektrische Ausrüstung von der SAAS, wobei man darauf achtete, Bauteile zu verwenden, die schon irgendwo zum Einsatz gekommen waren und sich bewährt hatten. So waren der Fahrmotor und die Hüpfer baugleich mit denen der Re 4/4 I der 1. Serie (Nr. 401–426). Man baute den Dieselmotor und die Kupplung aus dem Treibgestell aus, das Schalt- und Wendegetriebe beliess man. Im Schaltgetriebe wurden drei Gänge stillgelegt und auf Handbetrieb umgestellt, nun durfte es nur noch im Stillstand umgeschaltet werden. Daher hatte der Triebwagen nun zwei Endgeschwindigkeiten, 75 oder 110 km/h. Mit dem Umbau zum elektrischen Triebwagen wurden zugleich die leichten Zughaken und richtige Puffer angebracht.
Auf dem motorlosen Vorbau wurde der Transformator untergebracht und über diesem Führerstand der Stromabnehmer. Auf dem Dach über den Führerstand des Motorvorbaus wurden die Bremswiderstände montiert.

## Betrieb
Als Dieseltriebwagen waren sie immer dem Depot Lausanne zugeteilt. Ein Triebwagen stand ab 1936 auf der Broyelinie im Einsatz und führte verschiedene Züge zwischen Lausanne, Payerne, Lyss und Solothurn. Der zweite Triebwagen war als Reservefahrzeug eingeteilt. Zwischen 1936 und 1939 begann und endete dieser Dienst in Payerne und ergab eine Tagesleistung von 540 Kilometern. Die Fahrzeitersparnis auf der rund 100 Kilometer langen Strecke betrug gegenüber den Dampfzügen gut eine Stunde, womit klar sein sollte, dass die Triebwagen bei den Fahrgästen sehr willkommen waren. Bei der SBB selbst sah die Sache aber anders aus, denn die Triebwagen hatten so ihre Kinderkrankheiten, die sogar noch zunahmen. Auch waren das beschränkte Platzangebot und das fehlende Gepäckabteil einem wirtschaftlichen Einsatz nicht förderlich. Der Zweite Weltkrieg brachte einen Brennstoffmangel mit sich, was die beiden Diesel-Pfeile zum Stillstand brachte. Ab dem Herbst 1945 bis zur Elektrifizierung 1947 verkehrte ein Triebwagen zwischen Payerne und Fribourg. Der RCm 2/4 612 wurde 1949 auf die Strecke Nyon-Crassier versetzt, wo er ab 1950 sogar versuchsweise im Einmannbetrieb verkehrte.
Nach dem Umbau wurden sie vorzugsweise im Gesellschaftsverkehr eingesetzt. An Pfingsten 1958 wurde der RBe 2/4 612 am Gotthard im planmässigen Personenzugverkehr eingesetzt, um den Lokomotivenmangel zu entspannen.
Während der EXPO 64 waren beide ehemaligen Dieselpfeile dem Depot Olten zugeteilt. Dort bestand der Umlaufplan für den einen Triebwagen aus vier Zugpaaren Olten-Läufelfingen-Sissach sowie je einem Zugpaar Olten-Langental, Olten-Zofingen und Olten-Biel (Tagesleistung 360 km), während der andere die eiserne Reserve des Depots bildete.
Beide Triebwagen wurden unmittelbar nach der EXPO 64 ausrangiert und verschrottet.